# Dirk Boonstra
Dirk Boonstra (Arnhem, ca. 1939) is een Nederlands politicus van het CDA.
Hij heeft sociale wetenschappen gestudeerd en na zijn promotie op jeugdwerk en politicologie werd Boonstra wetenschappelijk medewerker aan de Vrije Universiteit Amsterdam (VU). Daarnaast was hij actief in de lokale politiek. In 1979 kwam de uit ARP-kring afkomstige Boonstra voor het CDA in de gemeenteraad van Nieuwkoop en rond 1986 werd hij daar wethouder. Tot mei 1990 bleef hij aan de VU colleges beleidswetenschappen geven. In april 1991 werd Boonstra benoemd tot burgemeester van Dirksland. In 2002 kwam een einde aan zijn burgemeesterschap.